# İpek Tanrıyar

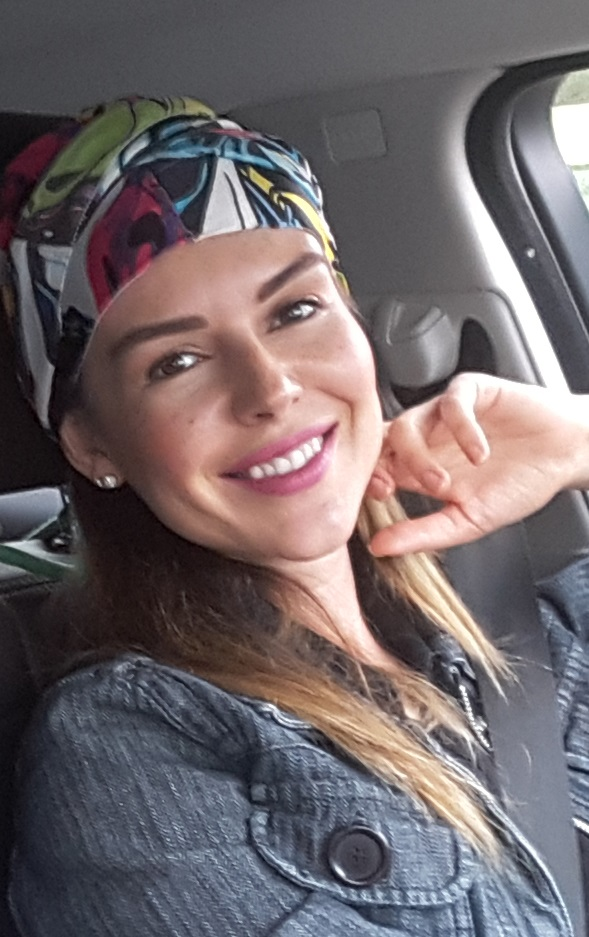
İpek Tanrıyar

İpek Tanrıyar (* 25. Oktober 1980 in Istanbul) ist eine türkische Schauspielerin und Model.

## Leben und Karriere
Tanrıyar wurde am 25. Oktober 1980 in Istanbul geboren. Sie studierte an der Trakya Üniversitesi. Ihr Debüt gab sie 2000 in der Fernsehserie Karate Can. Außerdem trat sie 2002 in dem Film Brindar auf. Später war sie in Bir Tatlı Huzur zu sehen. Anschließend wurde sie für die Serie Karaoğlan gecastet. Von 2003 bis 2004 spielte sie in der Serie Serseri die Hauptrolle. Ihre nächste Hauptrolle bekam sie 2007 in Hayal ve Gerçek. Im selben Jahr heiratete sie Tunç Nazikoğlu. Das Paar ließ sich 2008 scheiden.
 2019 heirate Tanrıyar Murat Evler.

## Filmografie (Auswahl)
Filme
- 2002: Yaralı

Serien
- 2000: Karate Can
- 2002: Karaoğlan
- 2003: Japonyalı Gelin
- 2003–2004: Serseri
- 2005: Sensiz Olmuyor
- 2007: Hayal ve Gerçek
- 2017: Klavye Delikanlilari